# Adrenopausa

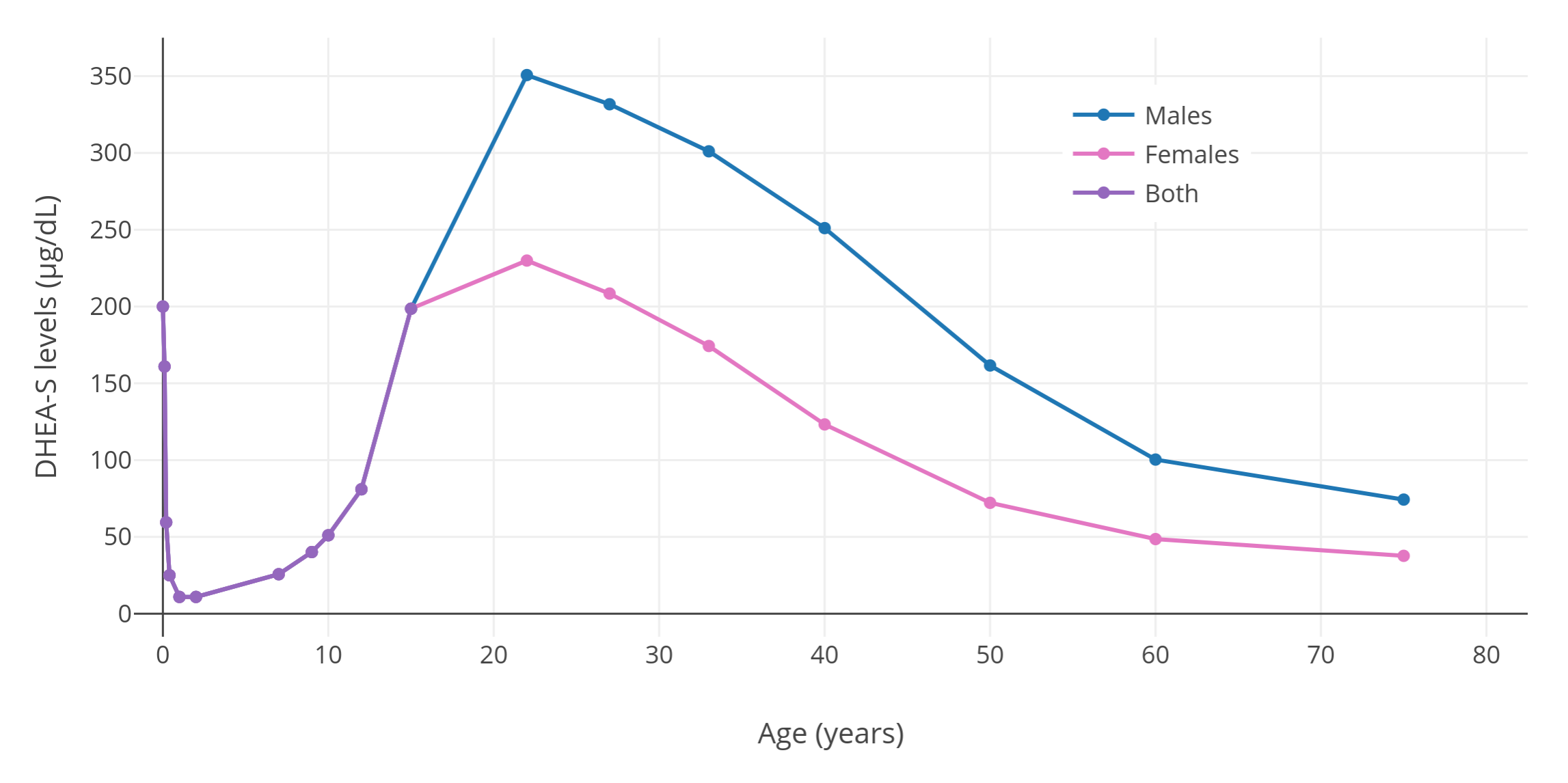
Níveis de DHEA-S, um importante andrógeno adrenal, ao longo da vida em humanos.

Adrenopausa é o declínio na secreção e nos níveis de andrógenos adrenais, como dehidroepiandrosterona (DHEA) e sulfato de dehidroepiandrosterona (DHEA-S) da zona reticular das glândulas adrenais com a idade. Os níveis de andrógenos adrenais começam a aumentar por volta dos 7 ou 8 anos (adrenarca), atingem o pico no início da idade adulta por volta dos 20 a 25 anos e diminuem a uma taxa de aproximadamente 2% ao ano depois disso, chegando a atingir níveis de 10 a 20% de aqueles de adultos jovens por volta dos 80 anos. [1] É causada pela apoptose progressiva das células secretoras de androgênio adrenais e, portanto, involução da zona reticular. É análogo à andropausa nos homens e à menopausa nas mulheres, o declínio abrupto ou gradual na produção de hormônios sexuais das gônadas com a idade.
O DHEA pode ser suplementado ou tomado como medicamento na forma de prasterona para substituir os andrógenos adrenais mais tarde na vida, se desejado. Alguns estudos clínicos encontraram benefícios da suplementação de DHEA em idosos e pessoas com insuficiência adrenal.